# Đền Pantheon
Đền Pantheon là một công trình kiến trúc ở Roma, Ý. Chiếm vị trí nổi bật nhất trong pho sử đền đài La Mã và thế giới là đền Pantheon - "Ngôi đền của mọi vị thần" được xây dựng vào năm 118 - 126 dưới triều vua Hadrianus. Hình thức và quy mô ngôi đền vượt lên tất cả các đền đài có trước đó.

## Kiến trúc

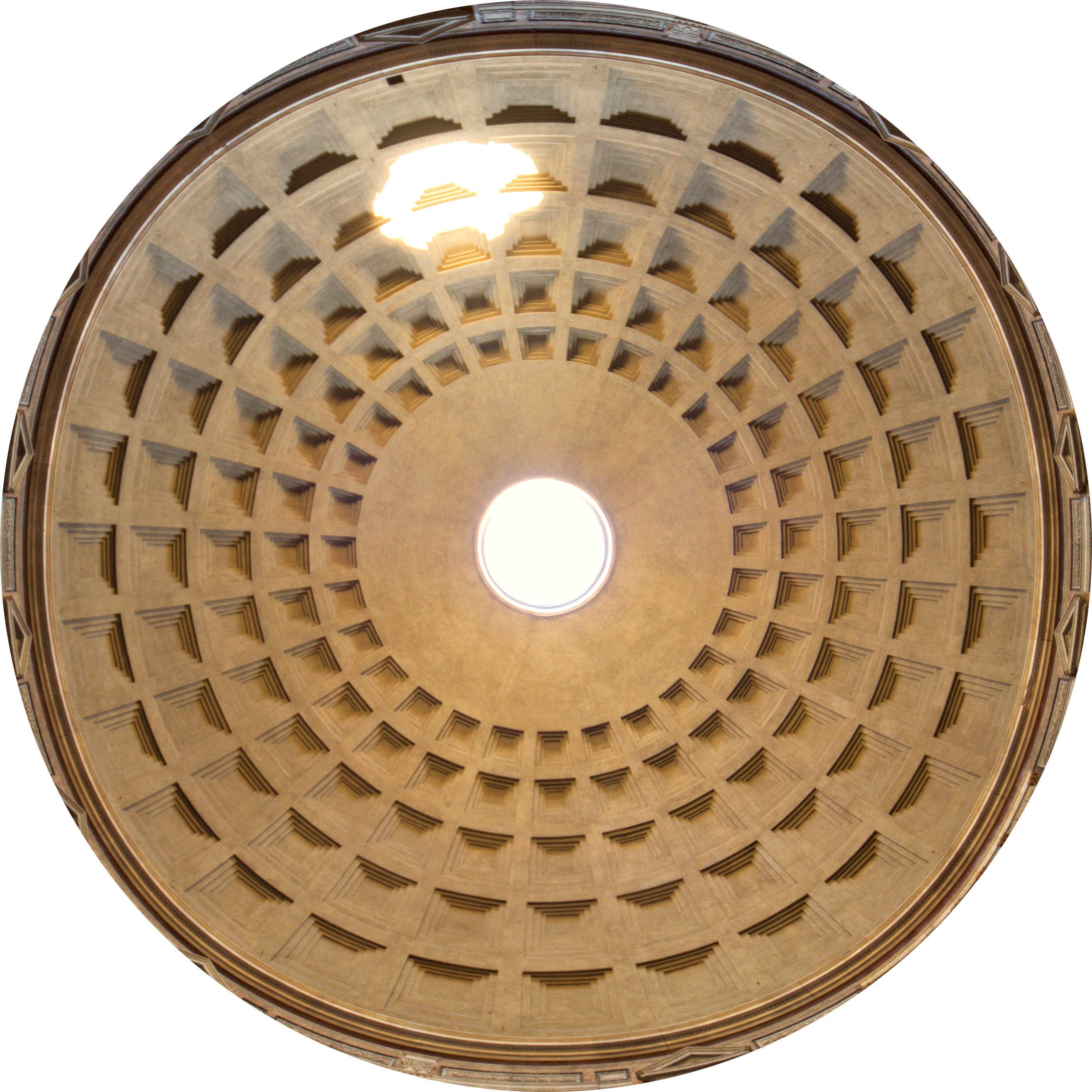
Mái vòm đền Pantheon.

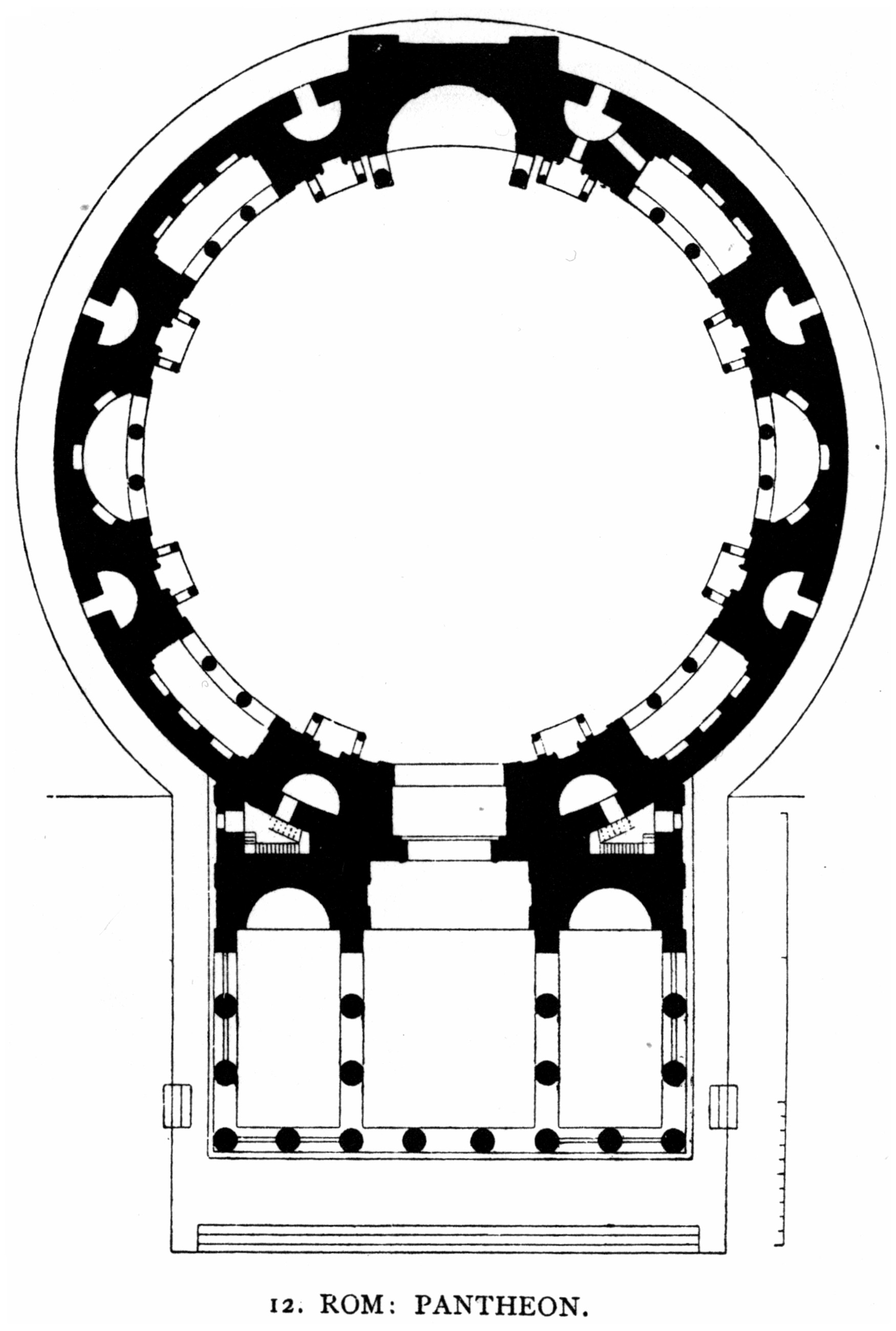
Mặt bằng đền.

Tòa nhà có khối chính hình tròn, mái hình bán cầu lợp bằng một loại đá nhẹ. Đường kính mái 43,2m, đúng bằng chiều cao tòa nhà. Độ lớn của bán cầu này vượt lên mọi loại mái vòm của các công trình được làm từ trước và sau đó gần 20 thế kỷ (tới tận thế kỷ XIX). Tường nhà rất dày (6,3m) với nhiều hốc, vòm ở phần dưới, nhưng khi lên cao thì mỏng dần. Từ đáy vòm trở xuống nhà được chia làm 2 tầng. Tầng dưới cao 13m dùng hàng cột thức Coranh. Tầng trên cao 8,7m chỉ dùng các mảng tường nảy trụ làm bằng đá cẩm thạch. Những mảng tường nảy trụ này hợp làm một với 5 hàng ô cờ được khoét lõm trên vòm trần (gọi là kêxon) tạo nên cảm giác nhẹ nhàng, thư thái. Vòm mái được kết thúc bằng một lỗ tròn đường kính 8,92m - một giải pháp chiếu sáng gây được ấn tượng rất mạnh cho con người trong một không gian cao lồng lộng.
Khác với loại đền Hy Lạp - La Mã thông thường (chỉ là chỗ đặt tượng thờ), đền Pantheon với 1500m2 sàn có sảnh vào sâu tới 14m có 16 cột tròn đường kính 1,5m, cao 14m, trên lợp mái dốc về hai phía. Hai dốc tròn hai bên sảnh đặt tượng Hoàng đế và tượng Marcus Agrippa - nhà kiến trúc, kỹ sư công binh đại tài - bạn của Hoàng đế.
Một điều nữa gây được ấn tượng mạnh là khoảng sân trước đền dài tới 120m, có hàng cột và hiên bao quanh. Với đoàn người từ ngoài xa tiến vào, hiên này thoạt tiên che khuất tòa nhà đồ sộ bên trong. Chỉ sau khi đi qua hàng cột cổng, ngôi đền mới đột ngột hiện ra. Với vật liệu bê tông, gạch nung và đá ốp, bằng những tính toán thông minh và chính xác, đền Pantheon xứng đáng là đỉnh cao của tư duy kỹ thuật thời La Mã cổ đại.